# Trina Robbins
Trina Robbins (nacida Trina Perlson; Brooklyn, 17 de agosto de 1938-San Francisco, 10 de abril de 2024), fue una dibujante estadounidense. Fue una de las primeras participantes en el movimiento de cómics underground norteamericano y una de las primeras artistas femeninas en ese mismo movimiento. En la década de 1980, Robbins se convirtió en la primera mujer en dibujar cómics de Wonder Woman. Fue miembro del Salón de la Fama de Will Eisner.

## Carrera

### Inicios
Robbins fue una miembro activa del fandom de la ciencia ficción en las décadas de 1950 y 1960. Sus ilustraciones aparecieron en fanzines de ciencia ficción como Habakkuk, nominada a Hugo.

### Historietas
Los primeros cómics de Robbins se imprimieron en East Village Other; también contribuyó al cómic clandestino derivado Gothic Blimp Works.
En 1969, Robbins diseñó el vestuario del personaje de Warren Publishing Vampirella para el artista Frank Frazetta en Vampirella #1 (septiembre de 1969).
Se fue de Nueva York a San Francisco en 1970, donde trabajó en el periódico clandestino feminista It Ain't Me, Babe. El mismo año, ella y su compañera artista Barbara "Willy" Mendes coprodujeron el primer cómic de mujeres, el one-shot, It Ain't Me, Babe Comix. Robbins se involucró en la creación de puntos de venta y la promoción de artistas femeninas del cómic, a través de proyectos como la antología de cómics Wimmen's Comix, en la que estuvo involucrada durante veinte años. El Comix # 1 de Wimmen presentó "Sandy Comes Out" de Robbins, la primera tira cómica que presenta a una lesbiana que había salido del armario.
Durante este tiempo, Robbins también se convirtió en colaboradora del periódico clandestino con sede en San Francisco Good Times, junto con el director de arte Harry Driggs y Guy Colwell.
Robbins se volvió cada vez más franca en sus creencias, criticando al dibujante de cómics clandestino Robert Crumb por la misoginia percibida de muchos de sus cómics, diciendo: "Me resulta extraño lo dispuesta que está la gente a pasar por alto la horrible oscuridad en el trabajo de Crumb... ¿Qué demonios tienen de gracioso la violación y el asesinato?" 
A principios de la década de 1980, Robbins creó adaptaciones de Dope de Sax Rohmer y The Silver Metal Lover de Tanith Lee. A mediados de la década de 1980, escribió y dibujó a Misty para el sello infantil Star Comics de Marvel. La serie de corta duración fue una reinterpretación del conocido personaje, Millie the Model, ahora ya adulta, que dirige su propia agencia de modelos y cuida a su sobrina Misty.
Siguió a Misty con California Girls, una serie de ocho números publicada por Eclipse Comics en 1987–1988.
En 1990, Robbins editó y colaboró con Choices: A Pro-Choice Benefit Comic Anthology para la Organización Nacional de Mujeres, publicado bajo el propio sello de Robbins, Angry Isis Press. La lista estelar de colaboradores, que en su mayoría eran mujeres, aunque no todas, incluía a representantes del underground: Lee Marrs, Sharon Rudahl, Harry Driggs, Diane Noomin, Harry S. Robins y la propia Robbins; alternativa: Nina Paley, Phoebe Gloeckner, Reed Waller y Kate Worley, Roberta Gregory, Norman Dog y Steve Lafler; queer: Leslie Ewing, Jennifer Camper, Alison Bechdel, Angela Bocage, Jackie Urbanovic, Howard Cruse, Robert Triptow y MJ Goldberg; y la corriente principal: Cynthia Martin, Barbara Slate, Mindy Newell, Ramona Fradon, Steve Leialoha, William Messner-Loebs y Bill Koeb, comunidades de cómics. Varios colaboradores, Nicole Hollander, Cathy Guisewite, Garry Trudeau, Bill Griffith y Jules Feiffer, fueron creadores de tiras cómicas cuyo trabajo en la antología se reimprimió de sus tiras sindicadas .
¡En 2000, Robbins presentó GoGirl! — historias de superhéroes diseñadas para atraer a las niñas. Robbins escribió las historias y Anne Timmons proporcionó la mayor parte del arte. La serie se publicó durante cinco números con Image Comics, y luego fue retomada por Dark Horse Comics, y el último número salió en 2006.
En 2010, comenzó a escribir historietas de aventuras del personaje detective femenino de Honey West para una serie publicada por Moonstone Books.

#### Mujer Maravilla
La participación oficial de Robbins con Wonder Woman comenzó en 1986. Al final del primer volumen de la serie (junto con la serie Crisis on Infinite Earths), DC Comics publicó una serie limitada de cuatro números titulada The Legend of Wonder Woman, escrita por Kurt Busiek y dibujada por Robbins. Robbins fue la primera mujer en dibujar cómics de Wonder Woman. La serie rindió homenaje a las raíces de la Edad de Oro del personaje. También apareció como ella misma en Wonder Woman Annual 2 (1989).
A mediados de la década de 1990, Robbins criticó la interpretación del "arte de chica mala" de la Mujer Maravilla del artista Mike Deodato, llamando a la versión de Deodato del personaje una " pinup hipersexual apenas vestida".
A fines de la década de 1990, Robbins colaboró con Colleen Doran en la novela gráfica de DC Comics Wonder Woman: The Once and Future Story, sobre el tema del abuso conyugal.

### Escritura y activismo
Además de su trabajo en cómics, Robbins es autora de libros de no ficción sobre la historia de las mujeres en los dibujos animados.
Su primer libro, coescrito con Catherine Yronwode, fue Women and the Comics, una historia de creadoras de tiras cómicas y cómics. Los siguientes volúmenes de Robbins sobre mujeres en la industria del cómic incluyen A Century of Women Cartoonists (Kitchen Sink, 1993), The Great Women Superheroes (Kitchen Sink, 1997), From Girls to Grrrlz: A History of Women's Comics from Teens to Zines (Chronicle, 1999) y Las grandes caricaturistas (Watson-Guptill, 2001). El trabajo más reciente incluye Pretty In Ink, publicado por Fantagraphics en 2013, que cubre la historia de las mujeres norteamericanas en los cómics desde la tira de Rose O'Neill de 1896 The Old Subscriber Calls hasta el presente.
Robbins fue cofundadora de Friends of Lulu, una organización sin fines de lucro formada en 1994 para promover la lectura de cómics por parte de mujeres y la participación de las mujeres en la industria del cómic.
Robbins aparece en la película de historia feminista She's Beautiful When She's Angry.

## Vida personal
Robbins estuvo íntimamente involucrada en la escena del rock de la década de 1960, donde era amiga cercana de Jim Morrison y The Byrds. Ella es la primera de las tres "Ladies of the Canyon" en la canción clásica de Joni Mitchell del álbum del mismo nombre. A fines de la década de 1960, dirigió una boutique de ropa en East Village llamada "Broccoli" e hizo ropa para Mama Cass, Donovan, David Crosby y otros. Escribió una memoria titulada Last Girl Standing, publicada en 2017 por Fantagraphics. Su pareja fue el artista Steve Leialoha.

## Premios y reconocimientos
Robbins fue invitada especial de la Comic-Con de San Diego de 1977, cuando recibió un premio Inkpot. Ganó un Premio al Logro Especial de la Comic Con de San Diego en 1989 por su trabajo en Strip AIDS USA, un libro benéfico que coeditó con Bill Sienkiewicz y Robert Triptow.
En 1992 fue invitada de honor de WisCon, la convención de ciencia ficción de Wisconsin.
En 2002, Robbins recibió el Premio Especial John Buscema Haxtur, un reconocimiento a los cómics publicados en España.
En 2011, la obra de arte de Robbins se exhibió como parte de la exhibición de la Galería Koffler Detalles gráficos: Cómics confesionales de mujeres judías.
En julio de 2013, durante la Comic-Con de San Diego, Robbins fue una de los seis miembros del Salón de la Fama de Will Eisner. El premio fue entregado por el dibujante de la revista Mad y creador de Groo the Wanderer Sergio Aragonés. Los otros miembros fueron Lee Falk, Al Jaffee, Mort Meskin, Joe Sinnott y Spain Rodriguez. 
En una encuesta de 2015, Robbins ocupó el puesto 25 entre las mejores creadoras de cómics de todos los tiempos.
En 2017, Robbins fue elegido para el Wizard World Hall of Legends.
Comics Alliance incluyó a Robbins como una de las doce mujeres dibujantes que merecen un reconocimiento por su trayectoria.
Robbins' art and art from her collection of the work of women cartoonists was featured in the 2020 Society of Illustrators exhibit "Women in Comics: Looking Forward, Looking Back". It was later featured in the "Women in Comics" exhibit at the Palazzo Merulana in Rome, Italy.

### Historietas
Como escritor/artista, a menos que se indique lo contrario

#### Trabajos mayores
- It Ain't Me, Babe Comix (Last Gasp, 1970) — co-founder, contributor
- All Girl Thrills (Print Mint, 1971) — editor, contributor
- Wimmen's Comix (Last Gasp, Renegade Press, Rip Off Press, 1972–1992) — co-founder, contributor
- Mama! Dramas (Educomics, June 1978) — editor and contributor, along with Suzy Varty, Joyce Farmer, and others
- Dope (Eclipse Comics, 1981–1983) — adaptation of the Sax Rohmer novel
- The Silver Metal Lover (Crown Books, 1985) — adaptation of the Tanith Lee novel
- Misty (Star Comics, 1985–1986) — limited series
- The Legend of Wonder Woman (DC Comics, 1986) — limited series
- California Girls #1–8 (Eclipse Comics, 1987–1988) — writer/artist, with contributions from Barb Rausch
- Strip AIDS U.S.A.: A Collection of Cartoon Art to Benefit People With AIDS (Last Gasp, 1988) — co-editor with Bill Sienkiewicz and Robert Triptow
- Choices: A Pro-Choice Benefit Comic Anthology for the National Organization for Women (Angry Isis Press, 1990) — editor and contributor
- Wonder Woman: The Once and Future Story (DC Comics, 1998) — writer; drawn by Colleen Doran
- GoGirl! #1–5 (Image Comics, 2000–2001) — writer
- GoGirl! #1–3 (Dark Horse Comics, 2002–2006) — writer; issues #2–3 feature all new material
- Honey West #1, 2, 6, 7 (Moonstone Books, 2010) — writer
- Honey West and The Cat #1–2 (Moonstone Books, 2013) — writer

#### Contribuciones de antología
- East Village Other (late 1960s)
- Gothic Blimp Works (East Village Other, 1969)
- Moonchild Comix #3 (Nicola Cuti; Moonchild Productions, September 1970)[27][28]
- Swift Comics (Bantam Books, 1971)
- Girl Fight Comics #1–2 (Print Mint, 1972, 1974)
- Tuff Shit Comics (Print Mint, 1972)
- Barbarian Comics #4 (California Comics, 1972)
- Comix Book (Marvel Comics, Kitchen Sink Press, 1974–1976)
- Tits &amp; Clits Comix #3 (Nanny Goat Productions, 1977)
- Gates of Eden (FantaCo Enterprises, 1982)
- Good Girls (Wonderful Publishing Company, 1985)
- Gay Comix #6, #11, #25 (Bob Ross, 1985, 1986, 1998)
- War News (Jim Mitchell, 1991) — underground newspaper launched to protest the first Gulf War.
- Alien Apocalypse 2006 (Frog Ltd., 2000)
- 9-11: September 11, 2001 (Artists Respond) (Dark Horse Comics/Chaos! Comics/Image Comics, 2002)
- The Phantom Chronicles (Moonstone Books, 2007)
- Girl Comics (Marvel Comics, 2010)

### No ficción
- Women and the Comics by Catherine Yronwode and Trina Robbins (Eclipse, 1983) ISBN 0-913035-01-7
- A Century of Women Cartoonists (Kitchen Sink, 1993) ISBN 0-87816-206-2
- The Great Women Superheroes (Kitchen Sink, 1997) ISBN 0-87816-482-0
- From Girls to Grrrlz: A History of Women’s Comics from Teens to Zines (Chronicle, 1999) ISBN 0-8118-2199-4
- The Great Women Cartoonists (Watson-Guptill, 2001) ISBN 0-8230-2170-X
- Nell Brinkley and the New Woman in the Early 20th Century (McFarland & Co., 2001) ISBN 0-7864-1151-1
- Eternally Bad: Goddesses with Attitude (Conari Press, 2001) ISBN 1-57324-550-X
- Tender Murderers: Women Who Kill (Conari Press, 2003) ISBN 1-57324-821-5
- Wild Irish Roses: Tales of Brigits, Kathleens, and Warrior Queens (Conari Press, 2004) ISBN 1-57324-952-1
- "Girls on Top?", chapter 6 of Dez Skinn's Comix: The Underground Revolution (Collins & Brown/Thunder's Mouth, 2004) ISBN 1-84340-186-X[29]
- The Brinkley Girls: The Best of Nell Brinkley's Cartoons from 1913–1940 (Fantagraphics Books, 2009) ISBN 978-1-56097-970-8—introduction
- Forbidden City: The Golden Age of Chinese Nightclubs (Hampton Press, 2009) ISBN 978-1-57273-947-5
- Lily Renée, Escape Artist: From Holocaust Survivor to Comic Book Pioneer (Graphic Universe, 2011) ISBN 978-0761381143
- Pretty In Ink: North American Women Cartoonists 1896–2013 (Fantagraphics Books, 2013) ISBN 978-1-60699-669-0
- Babes in Arms: Women in Comics During the Second World War (Hermes Press, 2017) ISBN 978-1-61345-095-6
- Flapper Queens: Women Cartoonists of the Jazz Age (Fantagraphics Books, 2020) ISBN 978-1-68396-323-3